# Japonia na Letnich Igrzyskach Olimpijskich 1976
Na Letnich Igrzyskach Olimpijskich 1976 reprezentowało Japonię 213 sportowców (153 mężczyzn i 60 kobiet) w 119 konkurencjach. Był to trzynasty start reprezentacji Japonii na letnich igrzyskach olimpijskich. Najwięcej medali (pięć) zdobył gimnastyk Mitsuo Tsukahara (dwa złote, jeden srebrny i dwa brązowe). Najmłodszym zawodnikiem w reprezentacji był pływak Sachiko Yamazaki, który miał 14 lat i 46 dni, zaś najstarszym był Toshiyasu Ishige, który miał 44 lata i 185 dni.

## Medaliści
| Medal  | Zawodnik | Dyscyplina           | Konkurencja                                | Rezultat                                                        |
| ------ | --- | -------------------- | ------------------------------------------ | --------------------------------------------------------------- |
| Złoto  | Shun Fujimoto, Hisato Igarashi, Eizō Kenmotsu, Hiroshi Kajiyama, Mitsuo Tsukahara, Sawao Katō                                                                                       | Gimnastyka           | wielobój mężczyzn drużynowo                | 576,85 pkt                                                      |
| Złoto  | Sawao Katō | Gimnastyka           | ćwiczenia na poręczach mężczyzn            | 19,675 pkt                                                      |
| Złoto  | Mitsuo Tsukahara | Gimnastyka           | ćwiczenia na drążku mężczyzn               | 19,675 pkt                                                      |
| Złoto  | Isamu Sonoda | Judo                 | waga do 80 kg mężczyzn                     | w finale pokonał Walerija Dwojnikowa z ZSRR                     |
| Złoto  | Kazuhiro Ninomiya | Judo                 | waga do 93 kg mężczyzn                     | w finale pokonał Ramaza Karsziladze z ZSRR                      |
| Złoto  | Haruki Uemura | Judo                 | kategoria open mężczyzn                    | w finale pokonał Brytyjczyka Keitha Remfrego                    |
| Złoto  | Yūko Arakida, Takako Iida, Katsuko Kanesaka, Kiyomi Katō, Echiko Maeda, Noriko Matsuda, Mariko Okamoto, Takako Shirai, Shōko Takayanagi, Hiromi Yano, Juri Yokoyama, Mariko Yoshida | Siatkówka            | turniej kobiet                             | w finale pokonały zespół ZSRR 3:0                               |
| Złoto  | Yūji Takada | Zapasy               | styl wolny kategoria do 52 kg mężczyzn     |                                                                 |
| Złoto  | Jiichirō Date | Zapasy               | styl wolny kategoria do 74 kg mężczyzn     |                                                                 |
| Srebro | Sawao Katō | Gimnastyka           | wielobój mężczyzn indywidualnie            | 115,650 pkt                                                     |
| Srebro | Mitsuo Tsukahara | Gimnastyka           | skok mężczyzn                              | 19,375 pkt                                                      |
| Srebro | Eizō Kenmotsu | Gimnastyka           | ćwiczenia na drążku mężczyzn               | 19,500 pkt                                                      |
| Srebro | Eizō Kenmotsu | Gimnastyka           | ćwiczenia na koniu z łękami mężczyzn       | 19,575 pkt                                                      |
| Srebro | Kōji Kuramoto | Judo                 | waga do 70 kg mężczyzn                     | w finale przegrał z Władimirem Niewzorowem z ZSRR               |
| Srebro | Hiroshi Michinaga | Łucznictwo           | mężczyźni indywidualnie                    | 2502 pkt                                                        |
| Brąz   | Mitsuo Tsukahara | Gimnastyka           | wielobój mężczyzn indywidualnie            | 115,575 pkt                                                     |
| Brąz   | Hiroshi Kajiyama | Gimnastyka           | skok mężczyzn                              | 19,275 pkt                                                      |
| Brąz   | Mitsuo Tsukahara | Gimnastyka           | ćwiczenia na poręczach mężczyzn            | 19,475 pkt                                                      |
| Brąz   | Sumio Endō | Judo                 | waga powyżej 93 kg mężczyzn                | w pojedynku o brązowy medal pokonał Brytyjczyka Keitha Remfrego |
| Brąz   | Kenkichi Andō | Podnoszenie ciężarów | kategoria do 56 kg                         | 250 kg                                                          |
| Brąz   | Kazumasa Hirai | Podnoszenie ciężarów | kategoria do 60 kg mężczyzn                | 275,0 kg                                                        |
| Brąz   | Kōichirō Hirayama | Zapasy               | styl klasyczny kategoria do 52 kg mężczyzn |                                                                 |
| Brąz   | Akira Kudō | Zapasy               | styl wolny kategoria do 48 kg              |                                                                 |
| Brąz   | Masao Arai | Zapasy               | styl wolny kategoria do 57 kg              |                                                                 |
| Brąz   | Yasaburō Sugawara | Zapasy               | styl wolny kategoria do 68 kg              |                                                                 |

## Skład kadry

### Boks
Mężczyźni
| Zawodnik         | Konkurencja | 1/32             | 1/16                       | 1/8                  | Ćwierćfinał      | Półfinał         | Finał            | Finał   |
| Zawodnik         | Konkurencja | Przeciwnik Wynik | Przeciwnik Wynik           | Przeciwnik Wynik     | Przeciwnik Wynik | Przeciwnik Wynik | Przeciwnik Wynik | Miejsce |
| ---------------- | ----------- | ---------------- | -------------------------- | -------------------- | ---------------- | ---------------- | ---------------- | ------- |
| Noboru Uchiyama  | -48 kg      |                  | Brendan Dunne P RSC        | Nie awansował        | Nie awansował    | Nie awansował    | Nie awansował    | 17.     |
| Toshinori Koga   | -51 kg      |                  | Virgilio Palomo Meza W 5-0 | Ramón Duvalón P 0-5  | Nie awansował    | Nie awansował    | Nie awansował    | 9.      |
| Hitoshi Ishigaki | -54 kg      |                  | Francisco Sánchez W RSC    | Wiktor Rybakow P 0-5 | Nie awansował    | Nie awansował    | Nie awansował    | 9.      |
| Yukio Odagiri    | -57 kg      |                  | Ravsal Otgonbaiar W KO     | Juan Paredes P 2-3   | Nie awansował    | Nie awansował    | Nie awansował    | 9.      |
| Yukio Segawa     | -60 kg      |                  | Howard Davis P 0-5         | Nie awansował        | Nie awansował    | Nie awansował    | Nie awansował    | 15.     |
| Yoshifumi Seki   | -67 kg      |                  | Kim Ju-seok W DSQ          | Carmen Rinke P 1-4   | Nie awansował    | Nie awansował    | Nie awansował    | 9.      |

### Gimnastyka
Mężczyźni
| Zawodnik         | Konkurencje            | Konkurencje            | Konkurencje     | Konkurencje     | Konkurencje                 | Konkurencje                 | Konkurencje          | Konkurencje          | Konkurencje            | Konkurencje            | Konkurencje         | Konkurencje         | Konkurencje | Konkurencje | Konkurencje        | Konkurencje        |
| Zawodnik         | Wielobój indywidualnie | Wielobój indywidualnie | Ćwiczenia wolne | Ćwiczenia wolne | Ćwiczenia na koniu z łękami | Ćwiczenia na koniu z łękami | Ćwiczenia na kółkach | Ćwiczenia na kółkach | Ćwiczenia na poręczach | Ćwiczenia na poręczach | Ćwiczenia na drążku | Ćwiczenia na drążku | Skoki       | Skoki       | Wielobój drużynowy | Wielobój drużynowy |
| Zawodnik         | Wynik                  | Pozycja                | Wynik           | Pozycja         | Wynik                       | Pozycja                     | Wynik                | Pozycja              | Wynik                  | Pozycja                | Wynik               | Pozycja             | Wynik       | Pozycja     | Wynik              | Pozycja            |
| ---------------- | ---------------------- | ---------------------- | --------------- | --------------- | --------------------------- | --------------------------- | -------------------- | -------------------- | ---------------------- | ---------------------- | ------------------- | ------------------- | ----------- | ----------- | ------------------ | ------------------ |
| Mitsuo Tsukahara | 115,575                | brąz                   | 19,05           | 8.              | 19,20                       | 8.                          | 19,20                | 9.                   | 19,475                 | brąz                   | 19,675              | złoto               | 19,375      | srebro      | 576,85             | złoto              |
| Hiroshi Kajiyama | 115,425                | 5.                     | 18,95           | 12.             | 19,25                       | 7.                          | 19,10                | 12.                  | 19,35                  | 3.                     | 19,25               | 9.                  | 19,275      | brąz        | 576,85             | złoto              |
| Sawao Katō       | 115,650                | srebro                 | 19,250          | 5.              | 19,400                      | 5.                          | 19,125               | 6.                   | 19,675                 | złoto                  | 19,40               | 4.                  | 19,10       | 7.          | 576,85             | złoto              |
| Eizō Kenmotsu    | 115,15                 | 6.                     | 19,100          | 6.              | 19,575                      | srebro                      | 19,175               | 5.                   | 18,75                  | 17.                    | 19,500              | srebro              | 19,00       | 15.         | 576,85             | złoto              |
| Hisato Igarashi  | 113,55                 | 15.                    | 18,45           | 29.             | 19,00                       | 11.                         | 18,75                | 29.                  | 19,00                  | 9.                     | 19,45               | 3.                  | 18,90       | 19.         | 576,85             | złoto              |
| Shun Fujimoto    | 84,55                  | 89.                    | 18,85           | 14.             | 18,60                       | 29.                         | 19,05                | 15.                  | 9,60                   | 88.                    | 9,45                | 15.                 | 9,00        | 90.         | 576,85             | złoto              |

Kobiety
| Zawodniczka               | Wynik                  | Wynik                  | Wynik           | Wynik           | Wynik                  | Wynik                  | Wynik                   | Wynik                   | Wynik | Wynik   | Wynik              | Wynik              |
| Zawodniczka               | Wielobój indywidualnie | Wielobój indywidualnie | Ćwiczenia wolne | Ćwiczenia wolne | Ćwiczenia na poręczach | Ćwiczenia na poręczach | Ćwiczenia na równoważni | Ćwiczenia na równoważni | Skoki | Skoki   | Wielobój drużynowy | Wielobój drużynowy |
| Zawodniczka               | Wynik                  | Pozycja                | Wynik           | Pozycja         | Wynik                  | Pozycja                | Wynik                   | Pozycja                 | Wynik | Pozycja | Wynik              | Pozycja            |
| ------------------------- | ---------------------- | ---------------------- | --------------- | --------------- | ---------------------- | ---------------------- | ----------------------- | ----------------------- | ----- | ------- | ------------------ | ------------------ |
| Miyuki Matsuhisa-Hironaka | 75,300                 | 20.                    | 18,75           | 37.             | 18,85                  | 41.                    | 18,50                   | 22.                     | 18,90 | 25.     | 372,10             | 8.                 |
| Satoko Okazaki            | 74,450                 | 30.                    | 18,85           | '30.            | 19,25                  | 22.                    | 18,40                   | 33.                     | 18,80 | 31.     | 372,10             | 8.                 |
| Nobue Yamazaki            | 73,925                 | 34.                    | 18,50           | 54.             | 18,50                  | 58.                    | 18,15                   | 45.                     | 18,70 | 34.     | 372,10             | 8.                 |
| Chieko Kikkawa            | 73,65                  | 53.                    | 18,70           | 44.             | 18,50                  | 58.                    | 17,60                   | 68.                     | 18,85 | 28.     | 372,10             | 8.                 |
| Sakiko Nozawa             | 73,45                  | 57.                    | 19,00           | 19.             | 18,40                  | 63.                    | 17,75                   | 62.                     | 18,30 | 66.     | 372,10             | 8.                 |
| Kyōko Mano                | 72,80                  | 65.                    | 18,40           | 62.             | 18,15                  | 73.                    | 17,80                   | 58.                     | 18,45 | 53.     | 372,10             | 8.                 |

### Jeździectwo
| Zawodnik                             | Koń         | Konkurencja        | Ujeżdżenie | Cross country             | Skoki                     | Razem                     | Pozycja                   |
| ------------------------------------ | ----------- | ------------------ | ---------- | ------------------------- | ------------------------- | ------------------------- | ------------------------- |
| Gen Ueda                             | Pontiff     | WKKW indywidualnie | 82,91      | Nie ukończył konkurencji  | Nie ukończył konkurencji  | Nie ukończył konkurencji  | Nie ukończył konkurencji  |
| Kenkichi Ishiguro                    | Asodeska    | WKKW indywidualnie | 90,84      | Nie ukończył konkurencji  | Nie ukończył konkurencji  | Nie ukończył konkurencji  | Nie ukończył konkurencji  |
| Kenji Eto                            | Inter-Nihon | WKKW indywidualnie | 105,00     | Nie ukończył konkurencji  | Nie ukończył konkurencji  | Nie ukończył konkurencji  | Nie ukończył konkurencji  |
| Kenji Eto Gen Ueda Kenkichi Ishiguro | jak wyżej   | WKKW drużynowo     | 278,75     | Nie ukończyli konkurencji | Nie ukończyli konkurencji | Nie ukończyli konkurencji | Nie ukończyli konkurencji |

| Zawodnik                                                            | Koń                                  | Konkurencja         | Runda 1        | Runda 1 | Runda 2        | Runda 2        | Łącznie | Pozycja |
| Zawodnik                                                            | Koń                                  | Konkurencja         | Kary           | Miejsce | Kary           | Miejsce        | Łącznie | Pozycja |
| ------------------------------------------------------------------- | ------------------------------------ | ------------------- | -------------- | ------- | -------------- | -------------- | ------- | ------- |
| Hirokazu Higashira                                                  | Second Mate                          | skoki indywidualnie | 20,00          | 30.     | Nie awansował  | Nie awansował  | 20,00   | 30.     |
| Tsunekazu Takeda                                                    | Fink                                 | skoki indywidualnie | 33,00          | 39.     | Nie awansował  | Nie awansował  | 33,00   | 39.     |
| Ryuichi Obata                                                       | Manhattan                            | skoki indywidualnie | 47,00          | 42.     | Nie awansował  | Nie awansował  | 47,00   | 42.     |
| Masayasu Sugitani Hirokazu Higashira Tsunekazu Takeda Ryuichi Obata | Mary Mary Second Mate Fink Manhattan | skoki drużynowo     | 20,00 27,25 28 | 13.     | Nie awansowali | Nie awansowali | 67,25   | 13.     |

### Judo
Mężczyźni
| Zawodnik          | Konkurencja | Runda 1               | Runda 2            | Runda 3                 | Ćwierćfinał       | Półfinał             | Repasaże runda 1 | Repasaże runda 2    | Repasaże runda 3 | Finał                | Pozycja |
| Zawodnik          | Konkurencja | Przeciwnik Wynik      | Przeciwnik Wynik   | Przeciwnik Wynik        | Przeciwnik Wynik  | Przeciwnik Wynik     | Przeciwnik Wynik | Przeciwnik Wynik    | Przeciwnik Wynik | Przeciwnik Wynik     | Pozycja |
| ----------------- | ----------- | --------------------- | ------------------ | ----------------------- | ----------------- | -------------------- | ---------------- | ------------------- | ---------------- | -------------------- | ------- |
| Yoshiha Minami    | - 63 kg     | Diosisio Joseph W DNS | Yves Delvingt P    | Nie awansował           | Nie awansował     | Nie awansował        | Nie awansował    | Nie awansował       | Nie awansował    | Nie awansował        | 12.     |
| Koji Kuramoto     | - 70 kg     |                       | António Roquete W  | Juan Carlos Rodríguez W | Vass Morrison W   | Patrick Vial W       |                  |                     |                  | Władimir Niewzorow P | srebro  |
| Isamu Sonoda      | - 80 kg     |                       | Paul Buganey W     | Jong In-chol W          | Park Young-chul W | Fred Marhenke W      |                  |                     |                  | Walerij Dwojnikow W  | złoto   |
| Kazuhiro Ninomiya | - 93 kg     |                       | Fahed Salem W      | An Ung-nam W            | Dietmar Lorenz W  | Jürg Röthlisberger W |                  |                     |                  | Ramaz Karsziladze W  | złoto   |
| Sumio Endo        | + 93 kg     |                       | Siergiej Nowikow P | Nie awansował           | Nie awansował     | Nie awansował        | Pak Jong-gil W   | Radomir Kovačević W | Keith Remfry W   |                      | brąz    |
| Haruki Uemura     | open        |                       |                    | Pak Jong-gil W          | Jean-Luc Rougé W  | Szota Czocziszwili W |                  |                     |                  | Keith Remfry W       | złoto   |

### Kajakarstwo
Mężczyźni
| Zawodnik                      | Konkurencja | Eliminacje | Eliminacje | Repasaże | Repasaże | Półfinały      | Półfinały      | Finał          | Finał          | Pozycja        |
| Zawodnik                      | Konkurencja | Czas       | Pozycja    | Czas     | Pozycja  | Czas           | Pozycja        | Czas           | Pozycja        | Pozycja        |
| ----------------------------- | ----------- | ---------- | ---------- | -------- | -------- | -------------- | -------------- | -------------- | -------------- | -------------- |
| Atsumobu Ogata                | C-1 500m    | 2:14,55    | 4.         | 2:11,66  | 4.       | Nie awansował  | Nie awansował  | Nie awansował  | Nie awansował  | Nie awansował  |
| Mitsuo Nakanishi              | C-1 1000m   | 4:52.59    | 8.         | 4:40,96  | 5.       | Nie awansował  | Nie awansował  | Nie awansował  | Nie awansował  | Nie awansował  |
| Mitsuhide Hata Atsumobu Ogata | C-2 500m    | 2:09,32    | 8.         | DSQ      | DSQ      | Nie awansowali | Nie awansowali | Nie awansowali | Nie awansowali | Nie awansowali |
| Mitsuhide Hata Atsumobu Ogata | C-2 1000m   | 4:05,78    | 6.         | 3:52,97  | 3.       | 4:14,75        | 4.             | Nie awansowali | Nie awansowali | Nie awansowali |

### Kolarstwo torowe
| Zawodnik      | Konkurencja | Runda 1              | Repasaż         | 1/8 finału                           | Ćwierćfinały        | Półfinały       | Finał           | Pozycja |
| Zawodnik      | Konkurencja | Przeciwnik Czas      | Przeciwnik Czas | Przeciwnik Czas                      | Przeciwnik Czas     | Przeciwnik Czas | Przeciwnik Czas | Pozycja |
| ------------- | ----------- | -------------------- | --------------- | ------------------------------------ | ------------------- | --------------- | --------------- | ------- |
| Yoshikazu Cho | sprint      | Niels Fredborg 11,21 |                 | Siergiej Krawcow Klass Pieters 11,28 | Hans-Jürgen Geschke | Nie awansował   | Nie awansował   | 6.      |

| Zawodnik      | Konkurencja    | Czas     | Pozycja |
| ------------- | -------------- | -------- | ------- |
| Yoshikazu Cho | wyścig na 1 km | 1:09,664 | 17.     |

| Zawodnik                                                               | Konkurencja   | Kwalifikacje | Kwalifikacje | 1/8 finału      | 1/8 finału  | Ćwierćfinał    | Ćwierćfinał    | Półfinał       | Półfinał       | Finał          | Finał          | Pozycja |
| Zawodnik                                                               | Konkurencja   | Czas         | M.           | Przeciwnik      | Czas        | Przeciwnik     | Czas           | Przeciwnik     | Czas           | Przeciwnik     | Czas           | Pozycja |
| ---------------------------------------------------------------------- | ------------- | ------------ | ------------ | --------------- | ----------- | -------------- | -------------- | -------------- | -------------- | -------------- | -------------- | ------- |
| Yoichi Machishima                                                      | Indywidualnie | 4:59,20      | 14.          | Herman Ponsteen | doścignięty | Nie awansował  | Nie awansował  | Nie awansował  | Nie awansował  | Nie awansował  | Nie awansował  | 15.     |
| Yoichi Machishima Tadashi Ogasawara Yoshiaki Ogasawara Tsutomu Okabori | drużynowo     | 4:37,03      | 14.          |                 |             | Nie awansowali | Nie awansowali | Nie awansowali | Nie awansowali | Nie awansowali | Nie awansowali | 14.     |

### Koszykówka
Turniej kobiet
- Reprezentacja kobiet

| - Kazuko Kadoya - Kazuyo Hayashida - Keiko Namai - Kimi Wakitashiro - Kimiko Hashimoto - Mieko Fukui |  | - Miho Matsuoka - Misako Satake - Miyako Otsuka - Reiko Aonuma - Sachiyo Yamamoto - Teruko Miyamoto |

W rozgrywkach turnieju olimpijskiego brało udział sześć zespołów. Grano systemem każdy z każdym. Reprezentacja Japonii zajęła 5. miejsce.
| Drużyna           | M | Mecze | Mecze | Mecze | Punkty | Punkty | Punkty | Pkt |
| Drużyna           | M | W     | R     | P     | +      | -      | +/-    | Pkt |
| ----------------- | - | ----- | ----- | ----- | ------ | ------ | ------ | --- |
| ZSRR              | 5 | 5     | 0     | 0     | 504    | 346    | +158   | 10  |
| Stany Zjednoczone | 5 | 3     | 0     | 2     | 415    | 417    | -2     | 8   |
| Bułgaria          | 5 | 3     | 0     | 2     | 365    | 377    | -12    | 8   |
| Czechosłowacja    | 5 | 2     | 0     | 3     | 351    | 359    | -8     | 7   |
| Japonia           | 5 | 2     | 0     | 3     | 405    | 400    | +5     | 7   |
| Kanada            | 5 | 0     | 0     | 5     | 336    | 477    | -118   | 5   |

Wyniki
| 19 lipca 1976 | Stany Zjednoczone   | 71:84 | Japonia            |  |
| 19 lipca 1976 | Pkt:Lusia Harris 17 | 71:84 | Pkt:Keiko Namai 35 |  |

| 20 lipca 1976 | Japonia              | 121:89 | Kanada                |  |
| 20 lipca 1976 | Pkt:Miyako Otsuka 38 | 121:89 | Pkt:Sylvia Sweeney 26 |  |

| 22 lipca 1976 | Japonia                 | 62:76 | Czechosłowacja       |  |
| 22 lipca 1976 | Pkt:Kimi Wakitashiro 22 | 62:76 | Pkt:Marta Pechova 18 |  |

| 23 lipca 1976 | Bułgaria               | 66:63 | Japonia                 |  |
| 23 lipca 1976 | Pkt:Penka Stojanowa 25 | 66:63 | Pkt:Kimi Wakitashiro 17 |  |

| 26 lipca 1976 | ZSRR                    | 98:75 | Japonia            |  |
| 26 lipca 1976 | Pkt:Uļjana Semjonova 20 | 98:75 | Pkt:Keiko Namai 22 |  |

Turniej mężczyzn
- Reprezentacja mężczyzn

| - Shigeaki Abe - Nobuo Chigusa - Yutaka Fujimoto - Hideki Hamaguchi - Norihiko Kitahara - Kiyohide Kuwata |  | - Satoshi Mori - Hirofumi Numata - Fumio Saito - Shigeto Shimizu - Koji Yamamoto - Shoji Yuki |

Reprezentacja Japonii brała udział w rozgrywkach grupy A turnieju olimpijskiego zajmując w niej szóste miejsce. W meczach o miejsca 9 – 12 wpierw uległa reprezentacji Portoryko, a następnie walkowerem pokonała reprezentację Egiptu.
Grupa A
| Drużyna   | M | Punkty | Punkty | Punkty | Bramki | Bramki | Bramki | Pkt |
| Drużyna   | M | W      | R      | P      | +      | -      | +/-    | Pkt |
| --------- | - | ------ | ------ | ------ | ------ | ------ | ------ | --- |
| ZSRR      | 5 | 5      | 0      | 0      | 548    | 374    | +174   | 10  |
| Kanada    | 5 | 4      | 0      | 1      | 446    | 418    | +28    | 9   |
| Kuba      | 5 | 3      | 0      | 2      | 448    | 402    | +46    | 8   |
| Australia | 5 | 2      | 0      | 3      | 472    | 481    | -9     | 7   |
| Meksyk    | 5 | 1      | 0      | 4      | 461    | 511    | -50    | 6   |
| Japonia   | 5 | 0      | 0      | 5      | 364    | 555    | -191   | 5   |

Wyniki
| 18 lipca 1976 | Kanada                   | 104:76 | Japonia             |  |
| 18 lipca 1976 | Pkt:Philip Tollestrup 26 | 104:76 | Pkt:Abe Shigeaki 18 |  |

| 19 lipca 1976 | Meksyk                 | 108:90 | Japonia              |  |
| 19 lipca 1976 | Pkt:Arturo Guerrero 41 | 108:90 | Pkt:Nobuo Chigusa 29 |  |

| 21 lipca 1976 | Japonia              | 56:97 | Kuba                   |  |
| 21 lipca 1976 | Pkt:Nobuo Chigusa 15 | 56:97 | Pkt:Ruperto Herrera 17 |  |

| 23 lipca 1976 | Japonia           | 63:129 | ZSRR                   |  |
| 23 lipca 1976 | Pkt:Shoji Yuki 21 | 63:129 | Pkt:Siergiej Biełow 23 |  |

| 24 lipca 1976 | Australia                 | 117:79 | Japonia          |  |
| 24 lipca 1976 | Pkt:Edward Palubinskas 30 | 117:79 | Pkt:Shoji Yuki20 |  |

#### Mecze o 9 – 12 miejsce
| 25 lipca 1976 | Portoryko             | 111:91 | Japonia                  |  |
| 25 lipca 1976 | Pkt:Raymond Dalmau 28 | 111:91 | Pkt:Norihiko Kitahara 15 |  |

| 26 lipca 1976 | Japonia | 2:0 (pd.) | Portoryko |  |
| 26 lipca 1976 |         | 2:0 (pd.) |           |  |

### Lekkoatletyka
Kobiety
Konkurencje techniczne
| Zawodniczka | Konkurencja | Kwalifikacje | Kwalifikacje | Finał          | Finał          |
| Zawodniczka | Konkurencja | Wynik        | Miejsce      | Wynik          | Miejsce        |
| ----------- | ----------- | ------------ | ------------ | -------------- | -------------- |
| Mikiko Sone | skok wzwyż  | 1,70         | 22.          | Nie awansowała | Nie awansowała |
| Sumie Awara | skok w dal  | 6,04         | 21.          | Nie awansowała | Nie awansowała |

Mężczyźni
Konkurencje biegowe
| Zawodnik          | Konkurencja           | Eliminacje | Eliminacje | Ćwierćfinał   | Ćwierćfinał   | Półfinał      | Półfinał      | Finał         | Finał         |
| Zawodnik          | Konkurencja           | Wynik      | Miejsce    | Wynik         | Miejsce       | Wynik         | Miejsce       | Wynik         | Miejsce       |
| ----------------- | --------------------- | ---------- | ---------- | ------------- | ------------- | ------------- | ------------- | ------------- | ------------- |
| Masahide Jinno    | 100 m                 | 10,94      | 6.         | Nie awansował | Nie awansował | Nie awansował | Nie awansował | Nie awansował | Nie awansował |
| Toshiaki Kamata   | 5000 m                | 13:38,22   | 8.         |               |               |               |               | Nie awansował | Nie awansował |
| Toshiaki Kamata   | 10 000 m              | 28:36,21   | 7.         |               |               |               |               | Nie awansował | Nie awansował |
| Shigeru So        | maraton               |            |            |               |               |               |               | 2:18:26,0     | 20.           |
| Noriyasu Mizukami | maraton               |            |            |               |               |               |               | 2:18:44,2     | 21.           |
| Akio Usami        | maraton               |            |            |               |               |               |               | 2:22:29,6     | 32.           |
| Takaharu Koyama   | 3000 m z przeszkodami | 8:37,28    | 9.         |               |               |               |               | Nie awansował | Nie awansował |
| Yoshio Morikawa   | chód na 20 km         |            |            |               |               |               |               | 1:42:20,6     | 34.           |

Konkurencje techniczne
| Zawodnik            | Konkurencja   | Kwalifikacje | Kwalifikacje       | Finał              | Finał              |
| Zawodnik            | Konkurencja   | Wynik        | Miejsce            | Wynik              | Miejsce            |
| ------------------- | ------------- | ------------ | ------------------ | ------------------ | ------------------ |
| Toshiaki Inoue      | trójskok      | 16,06        | 16.                | Nie awansował      | Nie awansował      |
| Shigenobu Murofushi | rzut młotem   | 68,84        | 11.                | 68,88              | '11.               |
| Katsumi Fukura      | skok wzwyż    | 2,13         | 17.                | Nie awansował      | Nie awansował      |
| Kazunori Koshikawa  | skok wzwyż    | 2,13         | 19.                | Nie awansował      | Nie awansował      |
| Itsuo Takanezawa    | skok o tyczce | 5,10         | 12.                | 5,40               | 8.                 |
| Yoshiomi Iwama      | skok o tyczce | 5,10         | Nie sklasyfikowany | Nie sklasyfikowany | Nie sklasyfikowany |

### Łucznictwo
| Zawodnik           | Konkurencja       | 1 Runda FITA | 1 Runda FITA | 1 Runda FITA | 1 Runda FITA | 1 Runda FITA | 2 Runda FITA | 2 Runda FITA | 2 Runda FITA | 2 Runda FITA | 2 Runda FITA | Łącznie | Miejsce |
| Zawodnik           | Konkurencja       | 90 m         | 70 m         | 50 m         | 30 m         | Razem        | 90 m         | 70 m         | 50 m         | 30 m         | Razem        | Łącznie | Miejsce |
| ------------------ | ----------------- | ------------ | ------------ | ------------ | ------------ | ------------ | ------------ | ------------ | ------------ | ------------ | ------------ | ------- | ------- |
| Hiroshi Michinaga  | indywidualnie (m) | 283          | 295          | 296          | 352          | 1226         | 292          | 320          | 317          | 347          | 1276         | 2502    | srebro  |
| Takanobu Nishi     | indywidualnie (m) | 272          | 290          | 300          | 329          | 1191         | 274          | 307          | 313          | 337          | 1231         | 2422    | 8.      |
| Minako Sato-Hokari | indywidualnie (k) | 254          | 288          | 278          | 308          | 1128         | 275          | 300          | 292          | 313          | 1180         | 2308    | 14.     |
| Kyōko Yamazaki     | indywidualnie (k) | 238          | 254          | 248          | 320          | 1060         | 238          | 280          | 224          | 292          | 1034         | 2094    | 26.     |

### Pięciobój nowoczesny
| Zawodnik                                 | Konkurencja         | Jazda konna | Jazda konna | Jazda konna | Szermierka      | Szermierka | Szermierka | Strzelanie | Strzelanie | Strzelanie | Pływanie | Pływanie | Pływanie | Bieg przełajowy | Bieg przełajowy | Bieg przełajowy | Suma punktów | Pozycja |
| Zawodnik                                 | Konkurencja         | Kary        | M.          | Punkty      | wygrane/Porażki | M.         | Punkty     | Wynik      | M.         | Punkty     | Czas     | M.       | Punkty   | Czas            | M.              | Punkty          | Suma punktów | Pozycja |
| ---------------------------------------- | ------------------- | ----------- | ----------- | ----------- | --------------- | ---------- | ---------- | ---------- | ---------- | ---------- | -------- | -------- | -------- | --------------- | --------------- | --------------- | ------------ | ------- |
| Shoji Uchida                             | mężczyźni           | 32          | 15.         | 1068        | 21/24           | 28.        | 736        | 180        | 43.        | 692        | 3:43,11  | 33.      | 1084     | 12:45,80        | 5.              | 1270            | 4850         | 31.     |
| Akira Kubo                               | mężczyźni           | 64          | 26.         | 1036        | 25/20           | 13.        | 832        | 185        | 36.        | 824        | 4:06,35  | 44.      | 904      | 13:33,90        | 31.             | 1126            | 4809         | 37.     |
| Hiroyuki Kawazoe                         | mężczyźni           | 32          | 15.         | 1068        | 19/26           | 35.        | 688        | 192        | 14.        | 956        | 4:14,24  | 45.      | 840      | 14:02,70        | 44.             | 1039            | 4591         | 40.     |
| Shoji Uchida Akira Kubo Hiroyuki Kawazoe | mężczyźni drużynowo |             | 5.          | 3172        |                 | 5.         | 2349       |            | 10.        | 2450       |          | 13.      | 2828     |                 | 9.              | 3435            | 14234        | 12.     |

### Piłka ręczna
Turniej mężczyzn
- Reprezentacja mężczyzn

| - Hiroshi Hanawa - Hiroshi Honda - Kenichi Sasaki - Kenji Fujinaka - Kozo Matsubara - Masaki Shibata |  | - Minoru Kino - Satoshi Kikuchi - Seimei Gamo - Takezo Nakai - Toyohiko Hozumi - Yoji Sato |

Reprezentacja Japonii brała udział w rozgrywkach grupy A turnieju olimpijskiego zajmując w niej piąte miejsce. W meczu o 9. miejsce reprezentacja Japonii pokonała reprezentację USA.
Grupa A
| Drużyna    | M | Mecze | Mecze | Mecze | Bramki | Bramki | Bramki | Pkt |
| Drużyna    | M | W     | R     | P     | +      | -      | +/-    | Pkt |
| ---------- | - | ----- | ----- | ----- | ------ | ------ | ------ | --- |
| ZSRR       | 5 | 4     | 0     | 1     | 111    | 77     | +34    | 8   |
| RFN        | 5 | 4     | 0     | 1     | 97     | 76     | +21    | 8   |
| Jugosławia | 5 | 4     | 0     | 1     | 110    | 93     | +17    | 8   |
| Dania      | 5 | 2     | 0     | 3     | 92     | 102    | 10     | 4   |
| Japonia    | 5 | 1     | 0     | 4     | 96     | 111    | -15    | 2   |
| Kanada     | 5 | 0     | 0     | 5     | 75     | 122    | -49    | 0   |

#### Rozgrywki grupowe
| 18 lipca 197619:00 | ZSRR | 26:16(11:5) | Japonia | Claude-Robillard |
| 18 lipca 197619:00 |      | 26:16(11:5) |         | Claude-Robillard |

| 20 lipca 197620:30 | RFN | 19:16(11:5) | Japonia | Claude-Robillard |
| 20 lipca 197620:30 |     | 19:16(11:5) |         | Claude-Robillard |

| 22 lipca 197619:00 | Dania | 21:17(8:11) | Japonia | Sherbrooke/Sp Palace |
| 22 lipca 197619:00 |       | 21:17(8:11) |         | Sherbrooke/Sp Palace |

| 24 lipca 197620:30 | Jugosławia | 26:22(13:12) | Japonia | Sherbrooke/Sp Palace |
| 24 lipca 197620:30 |            | 26:22(13:12) |         | Sherbrooke/Sp Palace |

| 26 lipca 197619:00 | Japonia | 25:19(9:9) | Kanada | Peps Laval University |
| 26 lipca 197619:00 |         | 25:19(9:9) |        | Peps Laval University |

#### Mecz o 9. miejsce
| 27 lipca 197614:00 | Japonia | 27:20(12:8) | Stany Zjednoczone | Claude-Robillard |
| 27 lipca 197614:00 |         | 27:20(12:8) |                   | Claude-Robillard |

Turniej kobiet
- Reprezentacja kobiet

| - Eiko Kawada - Emiko Yamashita - Hiroko Kosahara - Hitomi Matsushita - Kuriko Komori - Mihoko Hozumi |  | - Mikiko Kato - Nanami Kino - Natsue Shimada - Shōko Wada - Terumi Kurata - Tokuko Kubo |

Rozgrywki turnieju olimpijskiego toczyły się systemem każdy z każdym. Brało w nich udział sześć zespołów.
Tabela końcowa
| Drużyna | M | Mecze | Mecze | Mecze | Bramki | Bramki | Bramki | Pkt |
| Drużyna | M | W     | R     | P     | +      | -      | +/-    | Pkt |
| ------- | - | ----- | ----- | ----- | ------ | ------ | ------ | --- |
| ZSRR    | 5 | 5     | 0     | 0     | 92     | 40     | +52    | 10  |
| NRD     | 5 | 3     | 1     | 1     | 89     | 47     | +42    | 7   |
| Węgry   | 5 | 3     | 1     | 1     | 85     | 55     | +30    | 7   |
| Rumunia | 5 | 2     | 0     | 3     | 73     | 83     | -10    | 4   |
| Japonia | 5 | 1     | 0     | 4     | 72     | 115    | -43    | 2   |
| Kanada  | 5 | 0     | 0     | 5     | 35     | 106    | -71    | 0   |

Wyniki
| 20 lipca 1976 | Węgry | 25:18(10:7) | Japonia | Claude-Robillard |
| 20 lipca 1976 |       | 25:18(10:7) |         | Claude-Robillard |

| 22 lipca 1976 | NRD | 24:10(12:3) | Japonia | Peps Laval University |
| 22 lipca 1976 |     | 24:10(12:3) |         | Peps Laval University |

| 24 lipca 1976 | Rumunia | 21:20(13:11) | Japonia | Peps Laval University |
| 24 lipca 1976 |         | 21:20(13:11) |         | Peps Laval University |

| 26 lipca 1976 | ZSRR | 31:9(15:5) | Japonia | Sherbrooke/Sp Palace |
| 26 lipca 1976 |      | 31:9(15:5) |         | Sherbrooke/Sp Palace |

| 28 lipca 1976 | Japonia | 15:14(7:11) | Kanada | Claude-Robillard |
| 28 lipca 1976 |         | 15:14(7:11) |        | Claude-Robillard |

### Pływanie
Mężczyźni
| Zawodnik                                                        | Konkurencja        | Eliminacje | Eliminacje | Półfinał      | Półfinał      | Finał         | Finał         |
| Zawodnik                                                        | Konkurencja        | Czas       | Miejsce    | Czas          | Miejsce       | Czas          | Miejsce       |
| --------------------------------------------------------------- | ------------------ | ---------- | ---------- | ------------- | ------------- | ------------- | ------------- |
| Kozo Higuchi                                                    | 100 m dowolnym     | 54,67      | 34.        | Nie awansował | Nie awansował | Nie awansował | Nie awansował |
| Tsuyoshi Yanagidate                                             | 200 m dowolnym     | 1:58,04    | 34.        |               |               | Nie awansował | Nie awansował |
| Tadashi Honda                                                   | 100 m grzbietowym  | 1:01,00    | 28.        | Nie awansował | Nie awansował | Nie awansował | Nie awansował |
| Nobutaka Taguchi                                                | 100 m klasycznym   | 1:04,65    | 2.         | 1:05,69       | 10.           | Nie awansował | Nie awansował |
| Nobutaka Taguchi                                                | 200 m klasycznym   | 2:24,12    | 12.        |               |               | Nie awansował | Nie awansował |
| Tateki Shinya                                                   | 100 m klasycznym   | 1:07,59    | 20.        | Nie awansował | Nie awansował | Nie awansował | Nie awansował |
| Tateki Shinya                                                   | 200 m klasycznym   | 2:26,16    | 19.        |               |               | Nie awansował | Nie awansował |
| Hideaki Hara                                                    | 100 m motylkowym   | 56,57      | 12.        | 56,52         | 9.            | 56,34         | 7.            |
| Hideaki Hara                                                    | 200 m motylkowym   | 2:04,68    | 14.        |               |               | Nie awansował | Nie awansował |
| Shinsuke Kayama                                                 | 100 m motylkowym   | 58,55      | 32.        | Nie awansował | Nie awansował | Nie awansował | Nie awansował |
| Shinsuke Kayama                                                 | 200 m motylkowym   | 2:07,46    | 26.        |               |               | Nie awansował | Nie awansował |
| Tsuyoshi Yanagidate                                             | 400 m zmiennym     | 4:39,27    | 16.        |               |               | Nie awansował | Nie awansował |
| Tadashi Honda Nobutaka Taguchi Hideaki Hara Tsuyoshi Yanagidate | 4 × 100 m zmiennym | 3:56,18    | 7.         |               |               | 3:54,74       | 8.            |

Kobiety
| Zawodniczka                                                      | Konkurencja        | Eliminacje | Eliminacje | Półfinał       | Półfinał       | Finał          | Finał          |
| Zawodniczka                                                      | Konkurencja        | Czas       | Miejsce    | Czas           | Miejsce        | Czas           | Miejsce        |
| ---------------------------------------------------------------- | ------------------ | ---------- | ---------- | -------------- | -------------- | -------------- | -------------- |
| Sachiko Yamazaki                                                 | 100 m dowolnym     | 1:00,43    | 17.        | Nie awansowała | Nie awansowała | Nie awansowała | Nie awansowała |
| Yoshimi Nishigawa                                                | 100 m grzbietowym  | 1:05,78    | 13.        | 1:06,46        | 15.            | Nie awansowała | Nie awansowała |
| Yoshimi Nishigawa                                                | 200 m grzbietowym  | 2:23,49    | 17.        |                |                | Nie awansowała | Nie awansowała |
| Naoko Miura                                                      | 100 m grzbietowym  | 1:08,31    | 26.        | Nie awansowała | Nie awansowała | Nie awansowała | Nie awansowała |
| Naoko Miura                                                      | 200 m grzbietowym  | 2:22,28    | 14.        |                |                | Nie awansowała | Nie awansowała |
| Toshiko Haruoka                                                  | 100 m klasycznym   | 1:16:31    | 18.        | Nie awansował  | Nie awansował  | Nie awansował  | Nie awansował  |
| Toshiko Haruoka                                                  | 200 m klasycznym   | 2;44,11    | 19.        |                |                | Nie awansowała | Nie awansowała |
| Kazuyo Inaba                                                     | 100 m klasycznym   | 1:17,20    | 23.        | Nie awansował  | Nie awansował  | Nie awansował  | Nie awansował  |
| Kazuyo Inaba                                                     | 200 m klasycznym   | 2:44,08    | 18.        |                |                | Nie awansowała | Nie awansowała |
| Chiharu Mori                                                     | 200 m klasycznym   | 2:46,04    | 27.        |                |                | Nie awansowała | Nie awansowała |
| Yasue Hatsuda                                                    | 100 m motylkowym   | 1:03,32    | 11.        | 1:03,33        | 13.            | Nie awansowała | Nie awansowała |
| Yasue Hatsuda                                                    | 200 m motylkowym   | 2:18,03    | 15.        |                |                | Nie awansowała | Nie awansowała |
| Kuniko Banno                                                     | 100 m motylkowym   | 1:03,66    | 12.        | 1:04,21        | 16.            | Nie awansowała | Nie awansowała |
| Kuniko Banno                                                     | 200 m motylkowym   | 2:21,68    | 19.        |                |                | Nie awansowała | Nie awansowała |
| Yoshimi Nishigawa Toshiko Haruoka Yasue Hatsuda Sachiko Yamazaki | 4 × 100 m zmiennym | 4:25,81    | 7.         |                |                | 4:23,47        | 7.             |

### Podnoszenie ciężarów
Mężczyźni
| Zawodnik          | Konkurencja | Rwanie   | Rwanie  | Podrzut  | Podrzut | Razem                     | Pozycja                   |
| Zawodnik          | Konkurencja | Wynik    | Pozycja | Wynik    | Pozycja | Razem                     | Pozycja                   |
| ----------------- | ----------- | -------- | ------- | -------- | ------- | ------------------------- | ------------------------- |
| Masatomo Takeuchi | -52 kg      | 105 kg   | 2.      | 127,5 kg | 5.      | 232,5 kg                  | 4.                        |
| Takeshi Horikoshi | -52 kg      | 100 kg   | 5.      | 122,5 kg | -       | Nie ukończył konkurencji. | Nie ukończył konkurencji. |
| Kenkichi Andō     | -56 kg      | 107,5 kg | 5.      | 142,5 kg | 2.      | 250,0 kg                  | brąz                      |
| Jirō Hosotani     | -56 kg      | 100,0 kg | 12.     | 145,0 kg | -       | Nie ukończył konkurencji  | Nie ukończył konkurencji  |
| Kazumasa Hirai    | -60 kg      | 125,0 kg | 2.      | 150,0 kg | 5.      | 275,0 kg                  | brąz                      |
| Takashi Saito     | -60 kg      | 110,0 kg | 9.      | 152,5 kg | 3.      | 262,5 kg                  | 4.                        |
| Yatsuo Shimaya    | -67,5 kg    | 127,5 kg | 7.      | 165,0 kg | 3.      | 292,5 kg                  | 5.                        |
| Yusaku Ono        | -67,5 kg    | 125,0 kg | 12.     | 160 kg   | -       | Nie ukończył konkurencji  | Nie ukończył konkurencji  |
| Sueo Fujishiro    | -82,5 kg    | 140 kg   | 8.      | 175,0 kg | 8.      | 315,0 kg                  | 7.                        |

### Siatkówka
Mężczyźni
- Reprezentacja mężczyzn

| - Katsumi Oda - Katsutoshi Nekoda - Kenji Shimaoka - Mikiyasu Tanaka - Seiji Ōko - Shoichi Yanagimoto |  | - Tadayoshi Yokota - Takashi Maruyama - Tetsuo Nishimoto - Tetsuo Satō - Yasunori Yasuda - Yoshihide Fukao |

| Drużyna | Konkurencja      | Faza grupowa     | Faza grupowa     | Faza grupowa     | Faza grupowa | Półfinały        | Mecz o 3. miejsce | Pozycja |
| Drużyna | Konkurencja      | Przeciwnik Wynik | Przeciwnik Wynik | Przeciwnik Wynik | Pozycja      | Przeciwnik Wynik | Przeciwnik Wynik  | Pozycja |
| ------- | ---------------- | ---------------- | ---------------- | ---------------- | ------------ | ---------------- | ----------------- | ------- |
| Japonia | turniej mężczyzn | Brazylia · 3:0   | Włochy · 3:0     | ZSRR · 0:3       | 2.           | Polska · 2:3     | Kuba · 0:3        | 4.      |

Kobiety
- Reprezentacja kobiet

| - Takako Iida - Mariko Okamoto - Echiko Maeda - Noriko Matsuda - Takako Shirai - Kiyomi Katō |  | - Yūko Arakida - Katsuko Kanesaka - Mariko Yoshida - Shōko Takayanagi - Hiromi Yano - Juri Yokoyama |

| Drużyna | Konkurencja    | Faza grupowa     | Faza grupowa     | Faza grupowa     | Faza grupowa | Półfinały              | Finał            | Pozycja |
| Drużyna | Konkurencja    | Przeciwnik Wynik | Przeciwnik Wynik | Przeciwnik Wynik | Pozycja      | Przeciwnik Wynik       | Przeciwnik Wynik | Pozycja |
| ------- | -------------- | ---------------- | ---------------- | ---------------- | ------------ | ---------------------- | ---------------- | ------- |
| Japonia | turniej kobiet | Węgry · 3:0      | Peru · 3:0       | Kanada · 3:0     | 1.           | Korea Południowa · 3:0 | ZSRR · 3:0       | złoto   |

### Skoki do wody
Mężczyźni
| Zawodnik        | Konkurencja              | Preeliminacje | Preeliminacje | Finał         | Finał         |
| Zawodnik        | Konkurencja              | Punkty        | Miejsce       | Punkty        | Miejsce       |
| --------------- | ------------------------ | ------------- | ------------- | ------------- | ------------- |
| Yoshino Nishide | wieża 10 m indywidualnie | 450,75        | 16.           | Nie awansował | Nie awansował |

Kobiety
| Zawodniczka     | Konkurencja                  | Preeliminacje | Preeliminacje | Finał          | Finał          |
| Zawodniczka     | Konkurencja                  | Punkty        | Miejsce       | Punkty         | Miejsce        |
| --------------- | ---------------------------- | ------------- | ------------- | -------------- | -------------- |
| Rikiko Yamanaka | trampolina 3 m indywidualnie | 381,96        | 18.           | Nie awansowała | Nie awansowała |
| Fusako Kakumaru | trampolina 3 m indywidualnie | 330,54        | 24.           | Nie awansowała | Nie awansowała |
| Rikiko Yamanaka | wieża 10 m indywidualnie     | 34,32         | 10.           | Nie awansowała | Nie awansowała |
| Fusako Kakumaru | wieża 10 m indywidualnie     | 328,68        | 15.           | Nie awansowała | Nie awansowała |

### Strzelectwo
| Zawodnik           | Konkurencja            | Kwalifikacje | Kwalifikacje | Finał         | Finał         |
| Zawodnik           | Konkurencja            | Wynik        | Pozycja      | Wynik         | Pozycja       |
| ------------------ | ---------------------- | ------------ | ------------ | ------------- | ------------- |
| Takeo Kamachi      | pistolet 25 m          | 591          | 12.          | Nie awansował | Nie awansował |
| Kanji Kubo         | pistolet 25 m          | 586          | 20.          | Nie awansował | Nie awansował |
| Shigetoshi Tashiro | pistolet 50 m          | 549          | 21.          | Nie awansował | Nie awansował |
| Masanobu Ohata     | pistolet 50 m          | 545          | 28.          | Nie awansował | Nie awansował |
| Kaoru Matsuo       | karabin 3 postawy 50 m | 1119         | 41.          | Nie awansował | Nie awansował |
| Michiha Ozaki      | karabin 3 postawy 50 m | 1115         | 44.          | Nie awansował | Nie awansował |
| Saijo Hosokawa     | karabin leżąc 50 m     | 588          | 31.          | Nie awansował | Nie awansował |
| Kaoru Matsuo       | karabin leżąc 50 m     | 580          | 68.          | Nie awansował | Nie awansował |
| Jitsuka Matsuoka   | trap                   | 178          | 16.          | Nie awansował | Nie awansował |
| Toshiyasu Ishige   | trap                   | 177          | 18.          | Nie awansował | Nie awansował |
| Kazuyo Kato        | skeet                  | 188          | 35.          | Nie awansował | Nie awansował |
| Taro Aso           | skeet                  | 187          | 41.          | Nie awansował | Nie awansował |

### Szermierka
Mężczyźni
| Zawodnik                                                  | Konkurencja          | Runda 1                                                                            | Runda 1                                 | Runda 2                                                                            | Runda 2                                 | Ćwierćfinały   | Ćwierćfinały   | Półfinały      | Półfinały      | Finał          | Finał          | Pozycja |
| Zawodnik                                                  | Konkurencja          | Przeciwnik                                                                         | Wynik                                   | Przeciwnik                                                                         | Wynik                                   | Przeciwnik     | Wynik          | Przeciwnik     | Wynik          | Przeciwnik     | Wynik          | Pozycja |
| --------------------------------------------------------- | -------------------- | ---------------------------------------------------------------------------------- | --------------------------------------- | ---------------------------------------------------------------------------------- | --------------------------------------- | -------------- | -------------- | -------------- | -------------- | -------------- | -------------- | ------- |
| Masanori Kawatsu                                          | floret indywidualnie | Omar Vergara Jaroslav Jurka Ahmad Akbari-Javid Edward Ballinger Matthias Behr      | W (5:1) W (5:2) W (5:0) W (5:3) P (3:5) | Barry Paul Marek Dąbrowski Jorge Garbey Gregory Benko Aleksandr Romankow           | W (5:4) W (5:4) P (4:5) P (1:5) P (1:5) | Nie awansował  | Nie awansował  | Nie awansował  | Nie awansował  | Nie awansował  | Nie awansował  | 29.     |
| Noriyuki Sato                                             | floret indywidualnie | Martin Lang José Samalot Jenő Kamuti Marek Dąbrowski Władimir Denisow              | P (0:5) W (5:4) W (5:1) W (5:3) P (3:5) | Carlo Montano Graham Paul Enrigue Salvat Ziemowit Wojciechowski Bernard Talvard    | W (5:4) P (4:5) P (3:5) P (4:5) p (3:5) | Nie awansował  | Nie awansował  | Nie awansował  | Nie awansował  | Nie awansował  | Nie awansował  | 30.     |
| Toshio Jingo                                              | floret indywidualnie | Lehel Fekete Tudor Petruş Hossein Niknam Ziemowit Wojciechowski Aleksandr Romankow | W (5:1) W (5:2) W (5:0) P (2:5) P (2:5) | Lajos Somodi Jr. Edward Donofrio Matthias Behr Fabio Dal Zotto Frédéric Pietruszka | P (3:5) P (1:5) P (1:5) P (1:5) P (1:5) | Nie awansował  | Nie awansował  | Nie awansował  | Nie awansował  | Nie awansował  | Nie awansował  | 36.     |
| Masanori Kawatsu Hideaki Kamei Toshio Jingo Noriyuki Sato | floret drużynowo     | Kuwejt · RFN · Włochy                                                              | W P                                     |                                                                                    |                                         | Nie awansowali | Nie awansowali | Nie awansowali | Nie awansowali | Nie awansowali | Nie awansowali | 9.      |

Kobiety
| Zawodnik                                                  | Konkurencja          | Runda 1                                                                                 | Runda 1                                 | Runda 2                                                                                   | Runda 2                                | Ćwierćfinały   | Ćwierćfinały   | Półfinały      | Półfinały      | Finał          | Finał          | Pozycja |
| Zawodnik                                                  | Konkurencja          | Przeciwnik                                                                              | Wynik                                   | Przeciwnik                                                                                | Wynik                                  | Przeciwnik     | Wynik          | Przeciwnik     | Wynik          | Przeciwnik     | Wynik          | Pozycja |
| --------------------------------------------------------- | -------------------- | --------------------------------------------------------------------------------------- | --------------------------------------- | ----------------------------------------------------------------------------------------- | -------------------------------------- | -------------- | -------------- | -------------- | -------------- | -------------- | -------------- | ------- |
| Hideko Oka                                                | floret indywidualnie | Gitty Moheban Sheila Armstrong Ildikó Rejtő Carola Mangiarotti Brigitte Gapais-Dumont   | W (5:3) W (5:3) W (5:3) P (3:5) P (1:5) | Brigitte Latrille-Gaudin Ildikó Rejtő Clare Henley-Halsted Micheline Borghs Maria Collino | W (5:2) P (1:5) P (3:5) P (0:5) P 0:5) | Nie awansowała | Nie awansowała | Nie awansowała | Nie awansowała | Nie awansowała | Nie awansowała | 33.     |
| Yukari Kajihara                                           | floret indywidualnie | Krystyna Machnicka-Urbańska Helen Smith Claudie Herbster-Josland Ecaterina Stahl-Iencic | W (5:4) P (4:5) P (1:5) P (1:5)         | Nie awansowała                                                                            | Nie awansowała                         | Nie awansowała | Nie awansowała | Nie awansowała | Nie awansowała | Nie awansowała | Nie awansowała | 40.     |
| Mariko Yoshikawa                                          | floret indywidualnie | Ute Kircheis-Wessel Donna Hennyey Walentina Sidorowa Giulia Lorenzoni                   | P (0:5) P (3:5) P (2:5) P (1:5)         | Nie awansowała                                                                            | Nie awansowała                         | Nie awansowała | Nie awansowała | Nie awansowała | Nie awansowała | Nie awansowała | Nie awansowała | 46.     |
| Hideko Oka Mariko Yoshikawa Hiroko Kamada Yukari Kajihara | floret drużynowo     | Węgry · RFN                                                                             | P                                       |                                                                                           |                                        | Nie awansowały | Nie awansowały | Nie awansowały | Nie awansowały | Nie awansowały | Nie awansowały | 9.      |

### Wioślarstwo
Mężczyźni
| Zawodnik | Konkurencja | Eliminacje | Eliminacje | Repesaż | Repesaż | Półfinały | Półfinały | Finał (B) | Finał (B) | Miejsce |
| Zawodnik | Konkurencja | Czas       | M.         | Czas    | M.      | Czas      | M.        | Czas      | M.        | Miejsce |
| --- | ----------- | ---------- | ---------- | ------- | ------- | --------- | --------- | --------- | --------- | ------- |
| Shigeru Miyagawa Toshihai Kitaura Masanobu Yamamoto Takashi Murayama Hiroshi Toriba Kenji Kaneyasu Tomiaki Iso Shiro Mataki Akio Kakishita | M8+         | 6:08,11    | 6.         | 6:11,06 | 5.      |           |           | 6:33,33   | 5.        | 11.     |

### Zapasy
| Zawodnik           | Konkurencja | Runda pierwsza         | Runda druga                  | Runda trzecia           | Runda czwarta          | Runda piąta         | Runda finałowa         | Runda finałowa         | Pozycja       |
| Zawodnik           | Konkurencja | Przeciwnik Wynik       | Przeciwnik Wynik             | Przeciwnik Wynik        | Przeciwnik Wynik       | Przeciwnik Wynik    | Przeciwnik Wynik       | Przeciwnik Wynik       | Pozycja       |
| ------------------ | ----------- | ---------------------- | ---------------------------- | ----------------------- | ---------------------- | ------------------- | ---------------------- | ---------------------- | ------------- |
| Yoshite Moriwaki   | -48 kg      | Gheorghe Berceanu P    | Chalil Raszid Mohammadzade W | Sirvano Valdés W        | Mitchell Kawasaki W    | Aleksiej Szumakow P | Nie awansował          | Nie awansował          | 4.            |
| Kōichirō Hirayama  | -52 kg      | Bilal Tabur W          | Wolny los                    | Morad Ali Szirani P     | Lajos Rácz W           | Nicu Gângă P        | Witalij Konstantinow P |                        | brąz          |
| Yoshima Suga       | -57 kg      | An Han-yeong W         | Kazimierz Lipień P           | Josef Krysta W          | Joe Sade W             | Ivan Frgić P        | Nie awansował          | Nie awansował          | 4.            |
| Teruhiko Miyahara  | -62 kg      | Domenico Giuffrida W   | Howard Stupp W               | Gholam Reza Ghassab W   | László Réczi P         | Ion Păun W          | Nelson Dawidjan P      |                        | 4.            |
| Takeshi Kobayashi  | -68 kg      | Kim Hae-myeong P       | John McPhedran W             | Ștefan Rusu P           | Nie awansował          | Nie awansował       | Nie awansował          | Nie awansował          | Nie awansował |
| Yasuo Nagatomo     | -74 kg      | Dżamcyn Dawaadżaw W    | Gheorghe Ciobotaru P         | Jan Karlsson P          | Nie awansował          | Nie awansował       | Nie awansował          | Nie awansował          | Nie awansował |
| Kazuhiro Takanishi | -82 kg      | Władimir Czeboksarow P | Huszang Montazeralzohur W    | Dan Chandler W          | Keijo Manni W          | Leif Andersson P    | Nie awansował          | Nie awansował          | 6.            |
| Sadao Sato         | -90 kg      | Fred Theobald W        | Czesław Kwieciński P         | Walerij Riezancew P     | Nie awansował          | Nie awansował       | Nie awansował          | Nie awansował          | 7.            |
| Yasunari Akiyama   | -100 kg     | Fredi Albrecht P       | Tore Hem P                   | Nie awansował           | Nie awansował          | Nie awansował       | Nie awansował          | Nie awansował          | Nie awansował |
| Seiji Matsunaga    | +100 kg     | Mamadou Sakho W        | Pete Lee P                   | Nie awansował           | Nie awansował          | Nie awansował       | Nie awansował          | Nie awansował          | Nie awansował |
| Akira Kudō         | -48 kg      | Claudio Pollio W       | Jürgen Möbius W              | wolny los               | Willi Heckmann W       | Li Yong-nam W       | Hasan Isajew P         | Roman Dmitrijew W      | brąz          |
| Yūji Takada        | -52 kg      | Gordon Bertie W        | Kamil Özdağ W                | Julien Mewis W          | Władysław Stecyk W     | Henrik Gál W        | Jeon Hae-seop W        | Aleksandr Iwanow W     | złoto         |
| Masao Arai         | -57 kg      | Micho Dukow W          | Allah Ditta W                | Joe Corso W             | Li Ho-pyong W          | Władimir Jumin P    | Hans-Dieter Brüchert P | Megdijn Chojlogdordż W | brąz          |
| Kenkichi Maekawa   | -62 kg      | Petre Coman W          | Mohsen Farahwasz P           | wolny los               | Iwan Jankow W          | Nie awansował       | Nie awansował          | Nie awansował          | 7.            |
| Yasaburō Sugawara  | -68 kg      | Mehmet Sarı W          | Shaban Sejdiu W              | Butch Keaser P          | Mohammad Reza Nawaji W | wolny los           | Pawieł Pinigin w       |                        | brąz          |
| Jiichirō Date      | -74 kg      | Dennis Herrick W       | Dzewegijn Düwczin W          | Fred Hempel W           | Yu Jae-gwon W          | Marin Pârcălabu W   | Mansur Barzegar W      | Stan Dziedzic W        | złoto         |
| Masaru Motegi      | -82 kg      | Ismaił Abiłow P        | David Aspin W                | Czimedijn Goczoosüren W | Wiktor Nowożyłow P     | Nie awansował       | Nie awansował          | Nie awansował          | 8.            |
| Yoshiaki Yatsu     | -90 kg      | Ali Reza Solejmani W   | İsmail Temiz W               | Ben Peterson P          | Stelică Morcov P       | Nie awansował       | Nie awansował          | Nie awansował          | Nie awansował |
| Kazuo Shimizu      | -100 kg     | Reza Suchtesaraji W    | Russ Hellickson P            | Hans-Peter Stratz W     | Dimo Kostow P'         | Nie awansował       | Nie awansował          | Nie awansował          | 6.            |
| Yorihide Isogai    | +100 kg     | Carlos Braconi W       | Harry Geris P                | Mamadou Sakho W         | József Balla P         | Nie awansował       | Nie awansował          | Nie awansował          | 6.            |

### Żeglarstwo
| Zawodnik                         | Konkurencja       | Wyścig | Wyścig | Wyścig | Wyścig | Wyścig | Wyścig | Wyścig | Punkty | Finałowa pozycja |
| Zawodnik                         | Konkurencja       | 1      | 2      | 3      | 4      | 5      | 6      | 7      | Punkty | Finałowa pozycja |
| -------------------------------- | ----------------- | ------ | ------ | ------ | ------ | ------ | ------ | ------ | ------ | ---------------- |
| Takaharu Hirozawa                | Finn              | 31     | 22     | 22     | 15     | 22     | 26     | 26     | 133    | 21.              |
| Kazunori Komatsu Mitsushi Kuroda | klasa 470         | 20,0   | 16,0   | 18,0   | 17,0   | 14,0   | 19,0   | 11,7   | 95,7   | 10.              |
| Kazuo Hanaoka Takumi Horiuchi    | Latający Holender | 20     | 24     | 16     | 23     | 25     | 25     | 24     | 132    | 18.              |